# Назарова, Нина Дмитриевна
Ни́на Дми́триевна Наза́рова (1920 — 4 апреля 1990 г. Москва) ― директор фабрики «Детская книга» № 1 Государственного комитета РСФСР по делам издательств, полиграфии и книжной торговли (Москва), Герой Социалистического труда.

## Биография
Нина Назарова родилась в 1920 году в городе Верный, Семиреченская область, Туркестанская АССР (ныне — город Алма-Ата, Казахстан).
В 1944 году поступила в Московский государственный полиграфический институт, которое окончила в 1949 году. Получив диплом инженера, по распределению была направлена на фабрику «Детская книга» № 1 (Москва), где была назначена сразу начальником цеха глубокой печати.
В цехе, которым она руководила, печатались популярные журналы «Работница», «Спорт», «Хочу всё знать», «СССР на стройке» и тд. Затем здесь начали печатать серии книг для детей — «В мире прекрасного», «Рассказы о русском пейзаже», «Зелёное дерево жизни», «Лицо времени».
Далее была назначена начальником отдела технического контроля (ОТК) фабрики. В 1958 году фабрика «Детская книга» № 1 была удостоена Золотой медали на Всемирной Брюссельской выставке. В 1960 году уже главный инженер фабрики Нина Назарова принимала поздравления после успеха в Лондоне в королевском фестивальном зале, где советские детские книги произвели сенсацию.
В 1961 году она стала директором фабрики и работала на этом посту до выхода на заслуженный отдых.
Во время её руководства фабрикой оборудование было значительно модернизировано. Обычные строкоотливные машины в наборно-цинкографическом цехе были заменены на автоматы, осуществляющие набор с перфоленты. Фабрика почти полностью перешла на фотонабор. Все ротационные печатные машины в цехе высокой печати были заменены на новые. Почти все обязанности подборщиц механизировали. Эти решения директора, воплощённые в жизнь, можно перечислять долго, но само перечисление предполагает профессиональную подготовленность или просто заинтересованность.

Взять хотя бы фотонабор. Он проще и экономичней, чем набор на линотипе, трудоёмкий, дорогостоящий и довольно медленный к тому же. Вместо металла — плёнка. Отпадает такой вид работ, как матрицирование. Вся правка делается на перфоленте. Благодаря фотонабору не нужны отливка стереотипов, фрезерование, гравировка, гальванические работы. И главное, скорость набора увеличивается…
За успехи в работе по итогам восьмой пятилетки (1966—1970) Назарова награждена Орденом Ленина, по итогам девятой пятилетки (1971—1975) — Орденом Октябрьской Революции.
10 апреля 1981 года Указом Президиума Верховного Совета СССР за выдающиеся производственные достижения, досрочное выполнение заданий десятой пятилетки и социалистических обязательств, проявленную трудовую доблесть Нине Дмитриевне Назаровой присвоено звание Героя Социалистического Труда.
Умерла 4 апреля 1990 года в Москве.